# Pass (Sport)

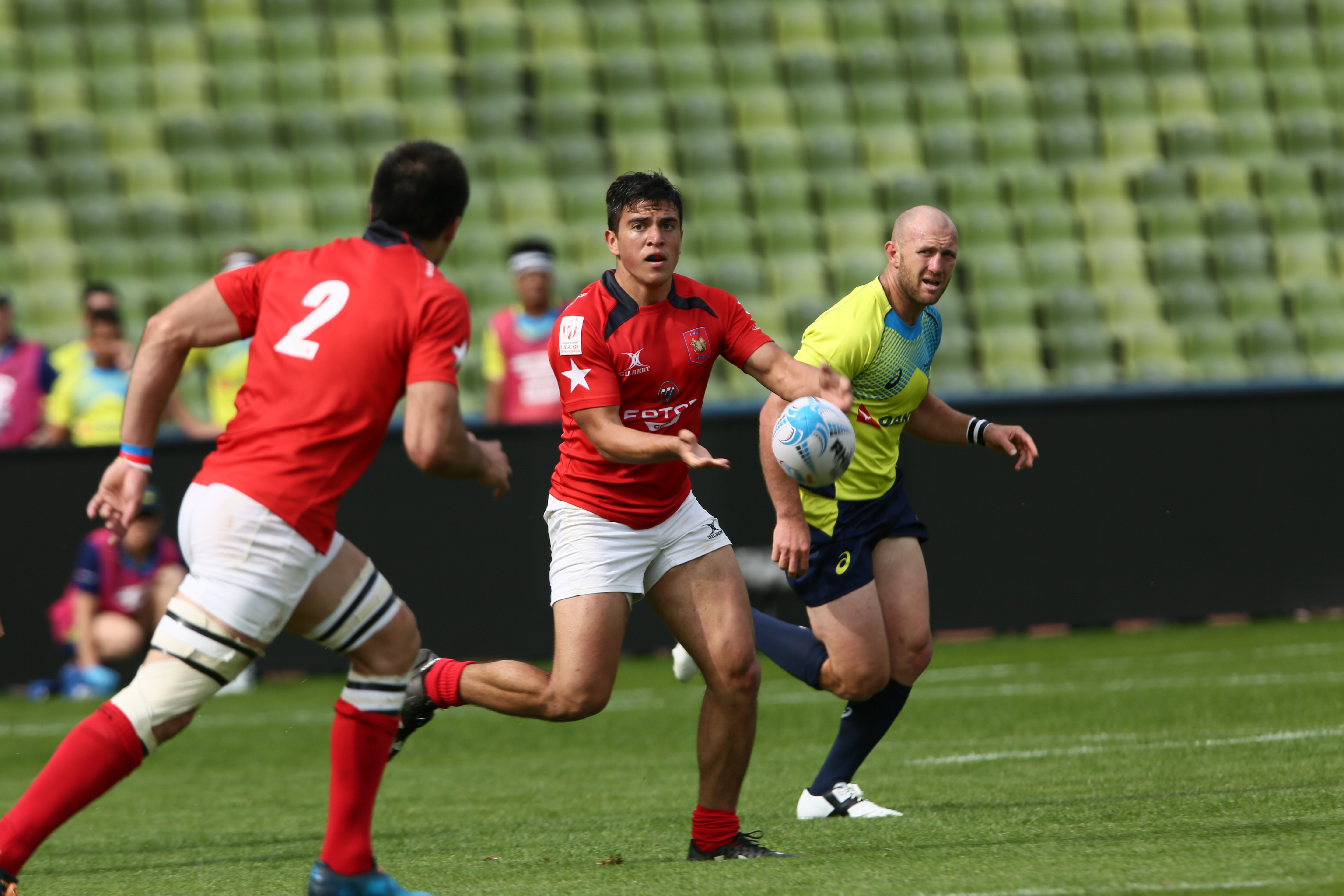
Pass im Rugby. Abgeben ist nur auf gleicher Höhe und in den Rückraum erlaubt. Ein Pass nach vorne ist im Rugby ein Foul.

Unter einem Pass (v. frz. passer: „überreichen, geben“) versteht man in vielen Mannschaftssportarten die Abgabe des Spielgerätes („Abspiel, Zuspiel“) innerhalb einer Mannschaft zum Überwinden der Fläche eines Spielfeldes.
Das Spiel mit Pässen ist überwiegend für Ballsportarten typisch, so zum Beispiel im American Football, Basketball, Fußball, Handball, Rugby usw. Zum Teil werden dort Pässe mit jeweils individuellen Bezeichnungen benannt.
Beim Passspiel müssen die Regeln der jeweiligen Sportart beachtet werden, da diese ein Abspiel unter bestimmten Bedingungen vorschreiben oder verbieten können, z. B. im Handball (siehe Zeitspiel) oder im Fußball (siehe Rückpassregel). Meistens handelt es sich jedoch um die logische Konsequenz, die der Größe des Spielfeldes zugrunde liegt (z. B. American Football).

## Varianten des Passes
Die folgenden Bezeichnungen für Pässe sind Beispiele, die in mehreren Sportarten auftreten können. „Ball“ steht im Text stellvertretend auch für andere Spielgeräte. 
- Die allgemeine Form des Zuspiels, ohne besondere Technik oder Situationen, wird in der Regel einfach nur „Pass“ genannt; der Ausdruck „einfacher Pass“ wird jedoch selten benutzt.
- Kurzpass: Der Ball wird schnell zu einem der am Nächsten positionierten Mitspieler gespielt.
- Langer Pass: Unter einem langen Pass versteht man eine Ballabgabe über eine lange Distanz.
- Querpass: Beim Querpass wird der Ball in die Breite des Spielfelds (parallel zur Grundlinie) gespielt;
- Diagonalpass: Der Ball wird schräg nach vorne gespielt.
- Doppelpass: Mehrfach direkt hintereinander ausgeführte Pässe zwischen zwei oder mehr Spielern derselben Mannschaft
- Rückpass: Der abgebende Spieler spielt das Spielgerät nach hinten ab, zum Beispiel zu seinem Torwart oder einem anderen Mitspieler.
- Steilpass: Der Steilpass ist ein Pass in den freien Raum. Er ist ein Zuspiel in den antizipierten Laufweg eines eigenen Spielers, häufig um gegnerische Spieler oder die ganze Abwehr zu überlaufen.

## Sonstige Pass-Begriffe
- Fehlpass: Bei einem Fehlpass misslingt die Übergabe des jeweiligen Spielgerätes. Anstatt eines Spielers der eigenen Mannschaft, erlangt die gegnerische Mannschaft (direkt oder indirekt) Besitz. Pässe, bei denen unabsichtlich ein Punkt (z. B. Tor) erzielt wird, werden üblicherweise nicht als Fehlpässe angesehen.
- Blinder Pass (engl. No-Look-Pass:) Pässe, bei denen sich der angespielte Mitspieler nicht im Sichtfeld des Passgebers befindet, bezeichnet man als blinde Pässe.